# Ustronie (Warszawa)
Ustronie – historyczna część miasta Warszawy, w jego północno-wschodniej części, w dzielnicy Białołęka, na Żeraniu.
Ustronie leżało w widłach współczesnych ulic Toruńskiej i Marywilskiej. Po Ustroniu nie pozostało nic. W miejscu tym stoi teraz Społeczna Szkoła Podstawowa STO 11.

## Historia
Ustronie to dawny podwarszawski folwark. Od 1867 należał do gminy Bródno powiatu warszawskiego w guberni warszawskiej.
1 kwietnia 1916, na mocy rozporządzenia generał-gubernatora Hansa Hartwiga von Beselera, z gminy Bródno miały być wyłączone i włączone do Warszawy: przedmieście Pelcowizna, Ustronie, Nowe Bródno, Targówek i Utrata. Rok później sprecyzowano dokładny przebieg granic Warszawy, w związku z czym obszar włączony do Warszawy opisano dokładniej, przy czym uległ on pewnym zmianom lokalnym, jednak Ustronie zostało włączone do Warszawy.
Uwaga: Ustronie to także nazwa ulicy na warszawskim Ursynowie, nie mającej nic wspólnego z dawnym folwarkiem.